# Hadula sabulorum
Hadula sabulorum är en fjärilsart som beskrevs av Alphéraky 1882. Hadula sabulorum ingår i släktet Hadula och familjen nattflyn. Inga underarter finns listade i Catalogue of Life.